# Suy luận diễn dịch
Suy luận Diễn dịch, tiếng Anh là "deductive reasoning", là một phương pháp suy luận nhờ dựa vào các quy luật luận lý để rút ra kết quả tất yếu từ một (hay nhiều) mệnh đề gọi là tiền đề.
Trong triết học, diễn dịch được coi là phương pháp tư duy đi từ cái phổ biến đến cái cá biệt, từ cái chung đến cái riêng, tức là căn cứ vào thuộc tính và quan hệ phổ biến của một loại sự vật hiện tượng nào đó mà rút ra kết luận một sự vật hiện tượng cá biệt trong loại đó cũng có thuộc tính và quan hệ như vậy.